# Kevin Devine (Musiker)

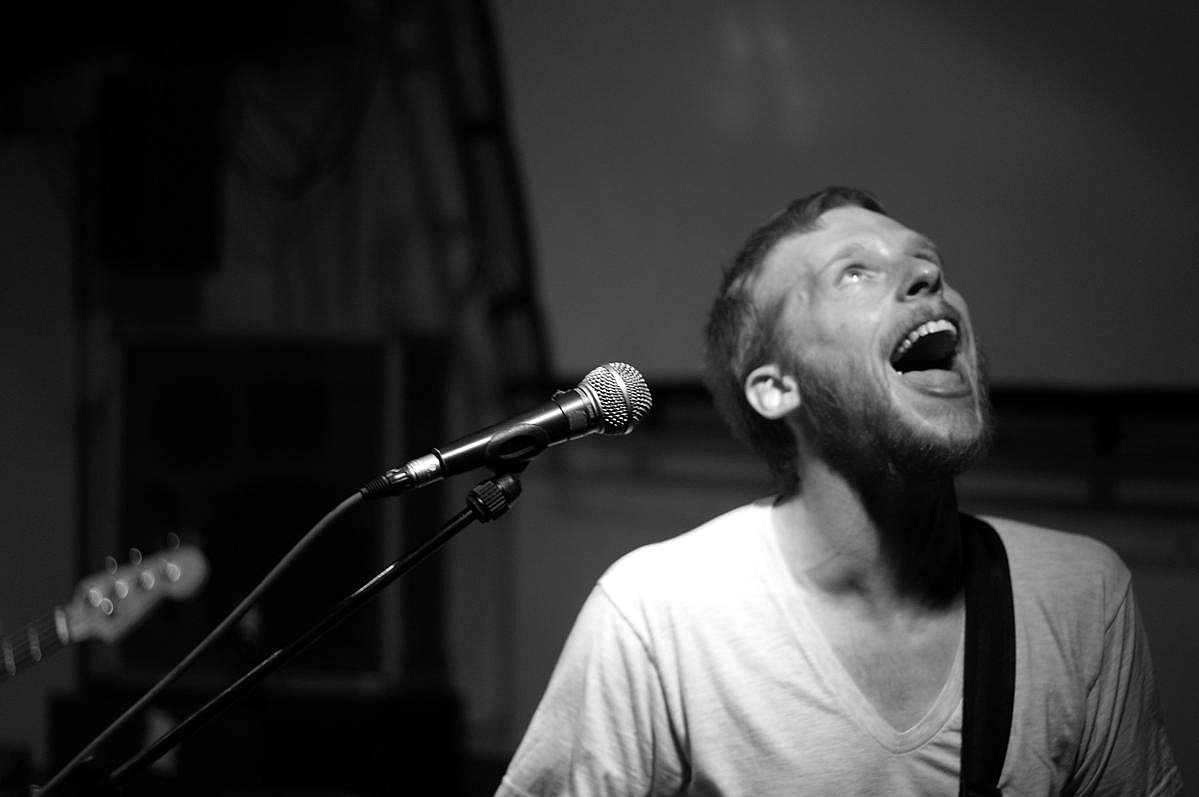
Kevin Devine bei einem Konzert am 9. Mai 2008 in Amsterdam

Kevin Devine (* 19. Dezember 1979 in New York, NY) ist ein US-amerikanischer Singer-Songwriter und Musiker. Begleitend zu seinem Gesang spielt er Akustik- oder E-Gitarre, mitunter aber auch Bass und Glockenspiel. Wenn Devine nicht gänzlich solo unterwegs ist, begleitet ihn The Goddamn Band, die zum Teil aus ehemaligen Mitgliedern seiner Ex-Band Miracle of ‘86 besteht.

## Stil
Er variiert im Stil zwischen Indie-Rock, Folk-Rock und amerikanischem Acoustic-Folk; eine Sympathie hegt er zudem für die Genres Alternative Rock und Grunge sowie für Lo-Fi angehörende 90er-Jahre-Bands wie Concrete Blonde, Pavement, Nirvana und Pedro the Lion, von denen er mehrfach Lieder auf Konzerten coverte, sowie auf EPs und als B-Seiten einspielte. Weitere sich derart verzeichnende Einflüsse aus dem eher akustischen Bereich sind u. a. Phil Ochs, Bob Dylan, Neil Young, Neutral Milk Hotel und Elliott Smith. Nach gemeinsamen Tourneen mit Brand New und Manchester Orchestra wird er musikalisch auch in deren Nähe gerückt; des Weiteren unterstützte Jesse Lacey (Brand New) ihn gesanglich bei Stücken seines dritten Albums.

## Karriere
In seiner frühen Jugend spielte der aus Brooklyn stammende Devine bei einer in der Hardcore-Szene von Staten Island lokal bekannten Band namens Delusion. Später war er Lead-Sänger und Gitarrist der Band Miracle of ‘86; beide Bands waren im weitesten Sinne in den Genres Indie-Rock, Alternative Rock, Post-Hardcore und Post-Punk anzusiedeln. Nach seinem Abschluss an der New Yorker Fordham University im Jahr 2001 mit dem Hauptfach Journalismus widmete er sich intensiver seinem musikalischen Werdegang, während der Entstehungszeit seines dritten Solo-Albums blieb er der Combo Miracle of ‘86 treu. Er betrachtete die Band als „kind of screamy rock thing“, eine Charakterisierung, die sich dadurch zu sehr von den „folkie songs“ unterschied, die ihm in Zukunft vorschwebten. Mit seinem vierten Album veröffentlichte er 2006 das erste auf einem Major-Label. Wenige Monate nach der Veröffentlichung verlor er als Folge der Fusion von Capitol Records mit Virgin Records seinen Major-Vertrag jedoch wieder und musste vorerst zum altbekannten Indie-Label zurückkehren.
Bei dem 2009er-Album von Scott Matthew hat Devine durch Gesang und Gitarrenspiel mitgewirkt.

## Diskografie

### Alben
- 2001: Circle Gets the Square (Immigrant Sun Records, Defiance Records)
- 2003: Make the Clocks Move (Triple Crown Records, Defiance Records)
- 2005: Split the Country, Split the Street (Triple Crown Records, Defiance Records)
- 2006: Put Your Ghost to Rest (Capitol Records)
- 2007: Live at Austin City Limits Music Festival (Online-Release)
- 2009: Brother’s Blood (Favorite Gentlemen, Big Scary Monsters)
- 2011: Between the Concrete and Clouds (Favorite Gentlemen, Big Scary Monsters)
- 2013: Bubblegum
- 2013: Bulldozer
- 2016: Instigator

### EPs und Singles
- 2003: Travelling the EU (Defiance Records)
- 2006: Buried by the Buzzzz (These Are Not Records)
- 2008: Another Bag of Bones (Academy Fight Song)
- 2008: I Could Be with Anyone w/ The Goddamn Band (Favorite Gentlemen)
- 2009: Splitting Up Christmas (Big Scary Monsters)
- 2010: I Could Be the Only One w/ Manchester Orchestra (Favorite Gentlemen)
- 2010: She Stayed As Steam (Favorite Gentlemen, These Are Not Records, Big Scary Monsters Recording Company)